# Аналітичні центри Чехії
Аналітичні центри Чехії
В Чехії можна виділити 12 найкрупніших аналітичних центри: Громадянський інститут, клуб «Медіато», Фонд «Патріє», Центр підтримки демократії та вільного підприємництва — зосереджуються на питаннях демократизації суспільства та економічного розвитку; Інститут економіки АН Чеської Республіки, Ліберальний інститут, Центр економічних досліджень і післявузівської освіти при Карловому університеті, Центр ліберальних досліджень, Чеський інститут прикладної економіки — на питаннях економічного розвитку, Інститут природоохоронної політики та Центр природоохоронних досліджень — розробляють екологічні проблеми, а Інститут міжнародних відносин — проблеми безпеки. Всі Think tanks знаходяться в Празі, і тільки Центр природоохоронних досліджень — в Деціні.
Напрямки діяльності Громадянського інституту, заснованого в 1991 р. групою вчених на основі «підпільного університету», який функціонував ще в 1970—1980 рр — податкова політика, реформа системи соціального забезпечення, моральні та релігійні основи вільного суспільства. Фінансується інститут в основному з міжнародних фондів. Має 5 професійних співробітників.
Клуб «Медіато» заснований в 1992 р — чеський член Віндзорської групи, організації національних клубів, метою яких є поширення реформаторських рухів у колишніх комуністичних країнах. Напрямки діяльності — розширення НАТО та ЄС, реформування державних структур, Кримінального кодексу. Фінансується в основному за рахунок грантів. Річний бюджет — бл. 100 тис.дол. Мета клубу — досягнення в Чехії стабільності правлячої коаліції, яка має здійснювати послідовну політику вирішення внутрішніх проблем.
Фонд «Патріє», заснований у 1993 р, працює в напрямку розвитку громадянського суспільства, можливостей для підприємництва, європейської інтеграції, а також досліджує історію Чехії. Має щорічне фінансування від уряду. Річний бюджет — бл. 276 тис. дол. Фонд сприяє розвитку суспільної свідомості та самосвідомості громадян. Має 3 постійних та 20 асоційованих співробітника.
Центр підтримки демократії та вільного підприємництва, який засновано в 1991 р., має досвід здійснення проектів парламентської інтернатури, центру юридичних ресурсів, центру підприємництва, провадить семінари з парламентської практики, публікує інформаційний довідник ЄС. Джерела фінансування різні — головним чином міжнародні урядові організації, гранти, плата за послуги тощо. Переважає міжнародне фінансування. Річний бюджет — бл. 400 тис. дол. Має 8 постійних та 15 асоційованих працівника.
Інститут економіки АН Чеської Республіки, заснований у 1992 р., проводить теоретичні та емпіричні дослідження з мікро- та макроекономіки, економетрики, грошової системи і банківської справи, організації промисловості, економіки праці, економіки міст і регіонів тощо. Основне фінансове джерело — щорічні дотації від Уряду, річний бюджет — бл. 650 тис. дол.
Ліберальний інститут засновано у 1990 р. Основна мета інституту — розвиток та реалізація ідей і концепцій, основаних на принципах класичного лібералізму. Основні джерела фінансування — внутрішні (Чеські). Річний бюджет — бл. 100 тис. дол. Інститут має 7 постійних та 25 асоційованих працівників.
Центр економічних досліджень і післявузівської освіти при Карловому університеті засновано в 1991 р. Напрямки діяльності — економічна теорія, економічні перетворення, європейська інтеграція. Центр поширює застосування західних стандартів викладання економіки і досліджень в Центральній і Східній Європі. Фінансування в основному міжнародне. Річний бюджет — понад 1,5 млн дол. Штат: 7 професійних працівників, 14 — технічних та бл. 300 асоційованих і сумісників.
Центр ліберальних досліджень засновано у 1994 р. Поширює ліберальні ідеї і сприяє розширення громадянських свобод у Чехії через теоретичні дослідження, суспільну освіту, журналістику, конференції та круглі столи. Центр досліджує проблеми держави та громадянського суспільства, проблеми економіки, довкілля і соціальні проблеми. Основні джерела фінансування — міжнародні урядові організації. Річний бюджет — 35 тис. дол. Штат: постійні професійні працівники — 3, інші — 35.
Чеський інститут прикладної економіки працює від 1994 р., зосереджуючись на питаннях приватизації і аналізу економічного розвитку. Будує свою роботу на комерційній основі. Фінансування на три чверті — міжнародні урядові організації. Річний бюджет — 45 тис. дол. Має 3 постійних професійних працівники і 20 — асоційованих та сумісників.
Інститут природоохоронної політики існує з 1992 р. Напрямки діяльності: економічні перетворення і довкілля, муніципальна природоохоронна політика, природоохоронне законодавство, сталий розвиток у Центральній Європі. Інститут ставить завдання зміни ставлення людини до природи і природних ресурсів, відновлення екологічного захисту як основного компонента суспільного розвитку Чехії. Основні джерела фінансування міжнародні. Річний бюджет — 150 тис. дол. В інституті працює 13 працівників, з яких 8 — асоційовані.
Центр природоохоронних досліджень (1994 р.). Основний напрямок діяльності — запозичення та розвиток методів правоохоронний досліджень зі США та країн ЄС. Основне завдання — екологічна освіта. Центр збирає та опрацьовує міжнародні природоохоронні дослідження і поширює їх серед конкретних осіб та регіональних організацій. Основні джерела фінансування міжнародні. Річний бюджет — 23 тис. дол. Центр має 12 співробітників, з яких 10 — сумісники.
Інститут міжнародних відносин (Чехія) — некомерційна організація, яка працює в структурі Міністерства закордонних справ Чехії з 1957 р. Напрямки діяльності: міжнародні відносини, зовнішня політика Чехії, політика безпеки Чехії. Інститут акцентує увагу на з'ясуванні наслідків членства Чехії в ЄС, ролі Німеччини в регіональній інтеграції, відносинах Чехії з сусідніми країнами, становищі національних меншин у Чехії, ситуації в Словаччині, Росії та ін. країнах. Основні джерела фінансування внутрішні (щорічне фінансування віл Уряду) Річний бюджет — 540 тис. дол. В інституті працює бл. 100 співробітників, з яких половина — сумісники.